# Villmergen
Villmergen é uma comuna da Suíça, no Cantão Argóvia, com cerca de 5.277 habitantes. Estende-se por uma área de 10,28 km², de densidade populacional de 513 hab/km². Confina com as seguintes comunas: Büttikon, Dintikon, Dottikon, Egliswil, Hendschiken, Hilfikon, Seengen, Wohlen.
A língua oficial nesta comuna é o Alemão.